# Cryptophis boschmai
Cryptophis boschmai är en ormart som beskrevs av Brongersma och Knaap van Meeuwen 1961. Cryptophis boschmai ingår i släktet Cryptophis och familjen giftsnokar och underfamiljen havsormar. Inga underarter finns listade i Catalogue of Life.
Denna orm förekommer i nordöstra Australien från Kap Yorkhalvön över östra Queensland till nordöstra New South Wales. Några exemplar registrerades vid södra Nya Guinea. Habitatet varierar mellan hed, gräsmarker, buskskogar och torra skogar. Individerna gömmer sig ofta under barkbitar eller i lövskiktet. Födan utgörs av små ödlor. Honor lägger inga ägg utan föder cirka åtta levande ungar per tillfälle. Arten har liksom andra giftsnokar ett giftigt bett.
I Australien är inga hot för beståndet kända. För Nya Guinea saknas informationer. Hela populationen anses vara stabil. IUCN listar arten som livskraftig (LC).